# العذبة
قرية العذبة هي قرية صغيرة هادئة وجميلة تقع في منطقة الباحة بمحافظة بلجرشي، بالسعودية.
تقع قرية العذبة بين قريتي العسلة والطلقية، ويعتبر وادي العذبة من أشهر الأودية بمنطقة الباحة كونه يصب فيه مياه جاريه ويسمى أيضاً بوادي رياح .